# British Academy Film Awards 1958
Die 11. Verleihung der British Academy Film Awards zeichnete die besten Filme von 1957 aus. 
| Film                       | N | A |
| -------------------------- | - | - |
| Der Prinz und die Tänzerin | 5 | 0 |
| Die Brücke am Kwai         | 4 | 4 |
| Der Mann im Feuer          | 4 | 0 |
| Der Seemann und die Nonne  | 2 | 0 |
| Die Frau im Morgenrock     | 2 | 0 |
| Die Hexen von Salem        | 2 | 1 |
| Die Mausefalle             | 2 | 0 |
| Die zwölf Geschworenen     | 2 | 1 |
| Ein Mann besiegt die Angst | 2 | 0 |
| Esther Costello            | 2 | 1 |
| Kostbare Bürde             | 2 | 0 |
| That Night!                | 2 | 0 |
| True as a Turtle           | 2 | 0 |

## Preisträger und Nominierungen

### Bester Film
Die Brücke am Kwai (The Bridge on the River Kwai) – Regie: David Lean
Apus Weg ins Leben: Auf der Straße (Pather Pā̃calī) – Regie: Satyajit Ray
Ein zum Tode Verurteilter ist entflohen (Un condamné à mort s'est échappé) – Regie: Robert Bresson
Die Junggesellenparty (The Bachelor Party) – Regie: Delbert Mann
Kostbare Bürde (The Shiralee) – Regie: Leslie Norman
Ein Mann besiegt die Angst (Edge of the City) – Regie: Martin Ritt
Der Mann, der sterben muß (Celui qui doit mourir) – Regie: Jules Dassin
Der Mann im Feuer (Windom's Way) – Regie: Ronald Neame
Die Mausefalle (Porte des Lilas) – Regie: René Clair
Der Prinz und die Tänzerin (The Prince and the Showgirl) – Regie: Laurence Olivier
Der Seemann und die Nonne (Heaven Knows, Mr. Alison) – Regie: John Huston
Stern des Gesetzes (The Tin Star) – Regie: Anthony Mann
That Night! – Regie: John Newland
Wege zum Ruhm (Paths of Glory) – Regie: Stanley Kubrick
Zähl bis drei und bete (3:10 to Yuma) – Regie: Delmer Daves
Die zwölf Geschworenen (12 Angry Men) – Regie: Sidney Lumet

### Bester britischer Film
Die Brücke am Kwai (The Bridge on the River Kwai) – Regie: David Lean
Kostbare Bürde (The Shiralee) – Regie: Leslie Norman
Der Mann im Feuer (Windom's Way) – Regie: Ronald Neame
Der Prinz und die Tänzerin (The Prince and the Showgirl) – Regie: Laurence Olivier

### United Nations Award
Straße des Glücks (The Happy Road / La route joyeuse) – Regie: Gene Kelly
Like Paradise – Regie: Unbekannt
Out – Regie: Lionel Rogosin

### Bester ausländischer Darsteller
Henry Fonda – Die zwölf Geschworenen (12 Angry Men) 
Richard Basehart – Wenn Männer zerbrechen (Time Limit)
Pierre Brasseur – Die Mausefalle (Porte des Lilas)
Tony Curtis – Dein Schicksal in meiner Hand (Sweet Smell of Success)
Jean Gabin – Zwei Mann, ein Schwein und die Nacht von Paris (La Traverseé de Paris)
Robert Mitchum – Der Seemann und die Nonne (Heaven Knows, Mr. Alison)
Sidney Poitier – Ein Mann besiegt die Angst (Edge of the City)
Ed Wynn – The Great Man

### Beste ausländische Darstellerin
Simone Signoret – Die Hexen von Salem (Les Sorcières de Salem) 
Augusta Dabney – That Night!
Katharine Hepburn – Der Regenmacher (The Rainmaker)
Marilyn Monroe – Der Prinz und die Tänzerin (The Prince and the Showgirl)
Lilli Palmer – Anastasia, die letzte Zarentochter
Eva Marie Saint – Giftiger Schnee (A Hatful of Rain)
Joanne Woodward – Eva mit den drei Gesichtern (The Three Faces of Eve)

### Bester britischer Darsteller
Alec Guinness – Die Brücke am Kwai (The Bridge on the River Kwai) 
Peter Finch – Der Mann im Feuer (Windom's Way)
Trevor Howard – Manuela (Stowaway Girl)
Laurence Olivier – Der Prinz und die Tänzerin (The Prince and the Showgirl)
Michael Redgrave – In letzter Stunde (Time Without Pity)

### Beste britische Darstellerin
Heather Sears – Esther Costello (The Story of Esther Costello) 
Deborah Kerr – Anders als die anderen (Hobson's Choice)
Sylvia Syms – Die Frau im Morgenrock (Woman in a Dressing Gown)

### Bester/beste Nachwuchsdarsteller/-in
Eric Barker – Brothers in Law
Mylène Demongeot – Die Hexen von Salem (Les Sorcières de Salem)
Elvi Hale – True as a Turtle
James MacArthur – Das nackte Gesicht (The Young Stranger)
Keith Michell – True as a Turtle

### Bestes britisches Drehbuch
Pierre Boulle – Die Brücke am Kwai (The Bridge on the River Kwai) 
Jill Craigie – Der Mann im Feuer (Windom's Way)
John Eldrige, William Rose – Die kleinste Schau der Welt (The smallest Show on earth)
John Eldrige, William Rose – Versuchsmaschine CB 5 (The Man in the Sky)
Cy Endfield, John Kruse – Duell am Steuer (Hell Drivers)
Charles Kaufmann – Esther Costello (The Story of Esther Costello)
Arthur Laurents – Anastasia
Terence Rattigan – Der Prinz und die Tänzerin (The Prince and the Showgirl)
Jack Whittingham – The Birthday Present
Ted Willis – Die Frau im Morgenrock (Woman in a Dressing Gown)

### Bester Dokumentarfilm
Journey Into Spring – Regie: Ralph Keene
City of Gold – Regie: Wolf Koenig und Colin Low
Täglich, außer Weihnachten (Every Day Except Christmas) – Regie: Lindsay Anderson
Holiday – Regie: John Taylor
The USA in the 30’s – Regie: Unbekannt

### Bester Animationsfilm
Pan-tele-tron – Regie: Digby Turpin
Die Hirtin und der Schornsteinfeger (La bergère et le ramoneur) – Regie: Paul Grimault
The Magic Fluke – Regie: John Hubley